# .tc
tc. هو نطاق إنترنت من صِنف مستوى النطاقات العُليا في ترميز الدول والمناطق، للمواقع التي تنتمي إلى جزر توركس وسايكوس.
بالإضافة إلى نطاقات .tc المباشرة التي يقدمها السجل ، هناك أيضًا نطاق صغير من نطاقات المستوى الثاني التي يمكن للعميل تسجيلها، منها:
- .com.tc
- .net.tc
- org.tc
- .pro.tc